# Yorkville (Wisconsin)
Yorkville – miasto w Stanach Zjednoczonych, w stanie Wisconsin, w hrabstwie Racine.